# Keltonia knighti
Keltonia knighti är en insektsart som beskrevs av Kelton 1966. Keltonia knighti ingår i släktet Keltonia och familjen ängsskinnbaggar. Inga underarter finns listade i Catalogue of Life.